# Chirongui
Chirongui ist eine Gemeinde mit 22.626 Einwohnern (Stand 14. Dezember 2017) im französischen Überseegebiet Mayotte.

## Geografie
Chirongui liegt an der Westküste der Hauptinsel Mayottes, an der Bucht von Bouéni. Neben dem Hauptort Chirongui bilden noch die Dörfer Tsimkoura, Mramadoudou, Malamani, Poroani und Miréréni die Gemeinde.

## Bevölkerungsentwicklung
| Jahr      | 1997  | 2002  | 2007  | 2012  |
| Einwohner | 5.152 | 5.696 | 6.605 | 8.047 |